# Gastão Coutinho
D. Gastão Coutinho (1590 - 1653), fronteiro-mor no Entre Douro e Minho, foi um d̟´Os Quarenta Conjurados portugueses que deram o golpe de Estado, no dia Primeiro de Dezembro de 1640, contra o poder ̈a Dinastia Filipina, a favor da Restauração de Portugal. Durante esse acontecimento histórico foi um dos que participou na tomada do Paço da Ribeira.
Quando esteve envolvido na conjura era já um militar experiente, que tinha combatido os mouros em Tânger. Terá sido igualmente ele, depois, que terá conduzido a rendição e o controle da fortaleza de Cascais, junto ao rio Tejo, à entrada da barra de Lisboa, no dia 10 de dezembro.
Após a aclamação de D. João IV, no dia 15 de dezembro e a pacificação da mesma Cascais, recebeu novas ordens do monarca, “donde logo elRey D. João o mandou por General da Província de entre Douro, & Minho, para onde partiu no primeiro de Janeiro de 1641 aonde assistiu com a mesma ocupação até o fim do anno de 1642”
.
Teria sido no exercício daquela atividade militar que D. Gastão Coutinho seria agraciado com a visão miraculosa da “Hóstia na Lua figurada Virgem Nossa Senhora”, que se mostrou, igualmente, a centenas de portugueses pelos céus de Braga e adjacências, segundo D. Gregório de Almeida, autor da obra «Restauração de Portugal Prodigiosa».
Na sequencia desse acontecimento e devido ao bom resultado de todos os combates militares onde esteve envolvido, que mandou levantar uma capela na quinta do Grilo, no morro da Ilha do Grilo, em Lisboa. Propriedade do seu cunhado Francisco Gonçalves da Camara e Ataíde e onde D. Isabel Ferraz, mulher de D. Gastão, se encontrava instalada nessa insegura altura. 
Já correndo o ano de 1652, ele e sua mulher, instituíram essa ermida que intitularam que essa se chama-se Nossa Senhora do Rosário da Restauração, e fosse a cabeça de um morgado, e que este era deixado a cargo de Luís Gonçalves Coutinho da Camara, seu sobrinho, por não terem geração.
Após aberta ao culto em 1654, as festas em memória da Restauração, promovidas pelo rei de Portugal, e nas cerimônias festivas da Virgem do Rosário da Restauração que passaram a ser no dia da Visitação da Nossa Senhora, sob a indicação D. Gastão Coutinho, acrescentou ainda instruções específicas para que se apresentassem nesses dias os estandartes dos inimigos vencidos por ele, em nome do rei, com o apoio da Virgem Maria, representada na sua imagem de particular devoção.